# Nanga Parbat
De Nanga Parbat (letterlijk “naakte berg”) of Nanga Parvata of Diamir (letterlijk: "koning der bergen") is een 8126m hoge berg in Pakistan in het westen van de Himalaya. Door zijn hoogte hoort hij thuis in het rijtje van de veertien zogenaamde achtduizenders.
De Nanga Parbat werd pas in 1953 voor het eerst beklommen, door de Oostenrijker Hermann Buhl, na talrijke pogingen van expedities sinds 1895, waarbij 31 mensen omkwamen.
Een van de flanken van de Nanga Parbat, de Rupalwand, wordt door velen beschouwd als de hoogste ijs- en rotswand ter wereld. Hij werd voor het eerst beklommen door Reinhold Messner, een van de befaamdste alpinisten aller tijden.

## Killer Mountain
De Nanga Parbat wordt ook wel de Killer Mountain genoemd vanwege de slachtoffers die er in de 20e eeuw vielen, voorafgaand en na de eerste beklimming door Hermann Buhl. Een van de eerste klimmers, die er overleed, was in 1895 de Engelsman Albert F. Mummery. In de jaren tussen de twee wereldoorlogen waren er zeven expedities, waaronder vijf Duitse, die vruchteloos probeerden de berg te beklimmen. Hierbij vielen in totaal 31 doden. Bij de Duitse expeditie van 1934 kwamen klimmers Willy Merkl, Willo Wiezenbach, Uli Wieland en Alfred Drexel om het leven en bij die van 1937 kwamen zeven Duitse klimmers en negen sherpa's om door een lawine.
Er werd in 2010 een bergfilm over de Nanga Parbat gemaakt. De film gaat over de tragische expeditie in 1970 van de twee broers Messner, Reinhold en Günther, waarbij die laatste om het leven kwam.

## Nederlandse en Belgische expedities
In 1981 was een Nederlands team, bestaande uit Frank Moll (cameraman), Bas Gresnigt, Ger Friele, Gerard van Sprang en Ronald Naar (expeditieleider), op de Nanga Parbat onderweg. Na een beklimming van ongeveer zeven weken waarbij de laatste dagen een ware uitputtingsslag vormden, bereikte uiteindelijk alleen Ronald Naar de 8125 meter hoge top. In 2003, ruim 22 jaar na de beklimming, trok Moll het succes van Naar publiekelijk in twijfel. In een kort geding aangespannen door Naar en vervolgens ook in hoger beroep aangespannen door Moll over de rectificatie van deze uitspraken werd Moll in het ongelijk gesteld..
In 1986 beklommen de Nederlander Hans Lanters en de Belgen Jan Vanhees en Lut Vivijs samen de Nanga Parbat.